# Schoenorchis tixieri
Schoenorchis tixieri är en orkidéart som först beskrevs av André Guillaumin, och fick sitt nu gällande namn av Gunnar Seidenfaden. Schoenorchis tixieri ingår i släktet Schoenorchis och familjen orkidéer. Inga underarter finns listade i Catalogue of Life.